# Groß Sankt Florian
Groß Sankt Florian osztrák mezőváros Stájerország Deutschlandsbergi járásában. 2017 januárjában 4197 lakosa volt. 

## Elhelyezkedése

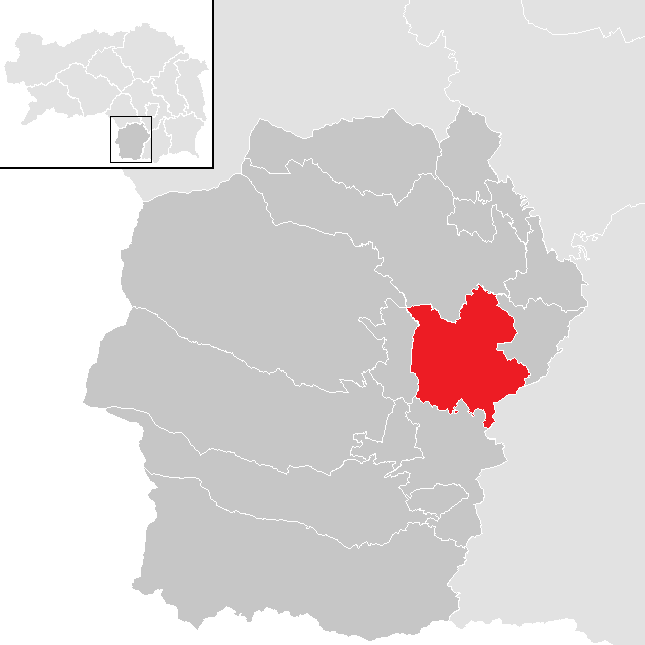
Groß Sankt Florian a Deutschlandsbergi járásban

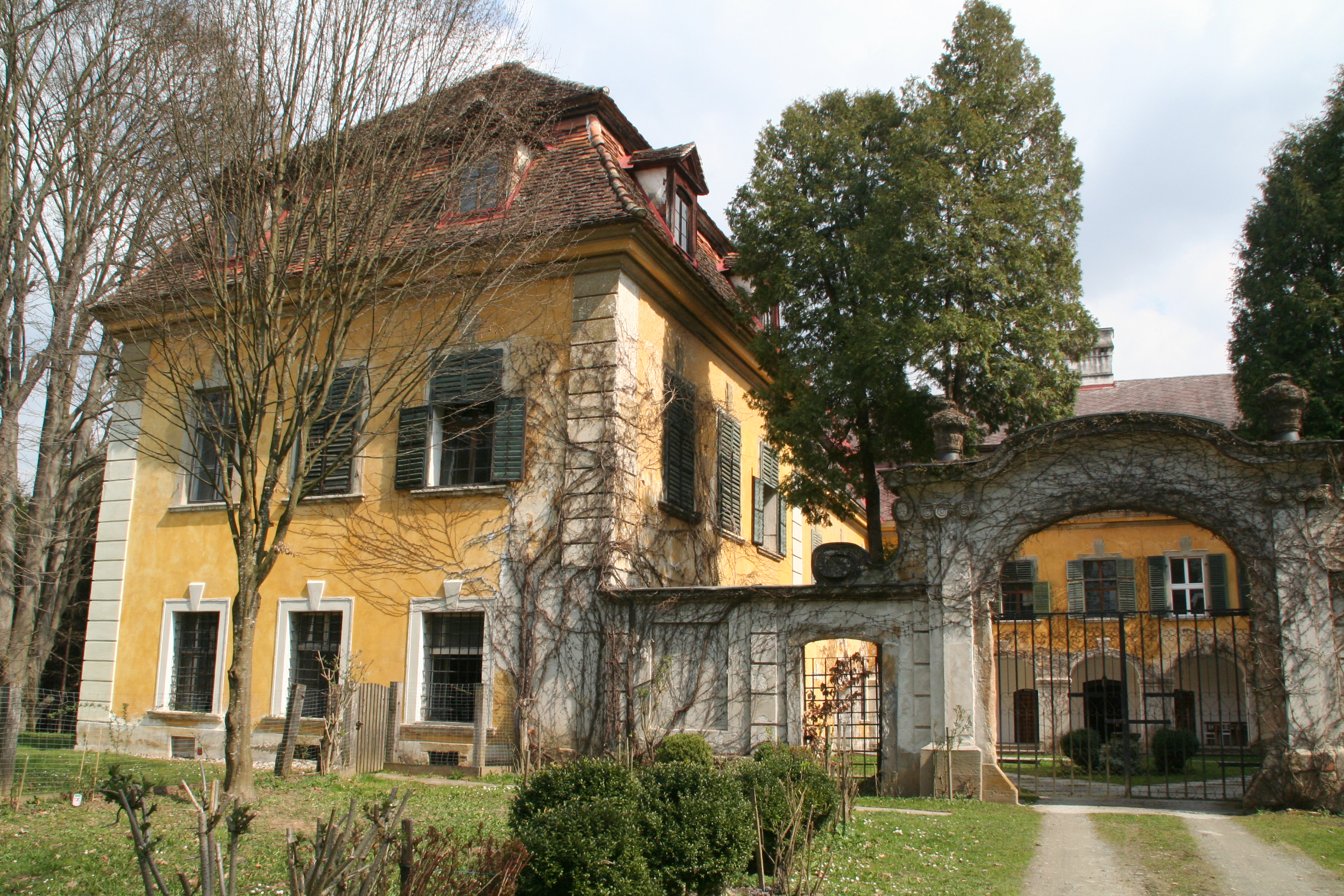
A Dornegg-kastély

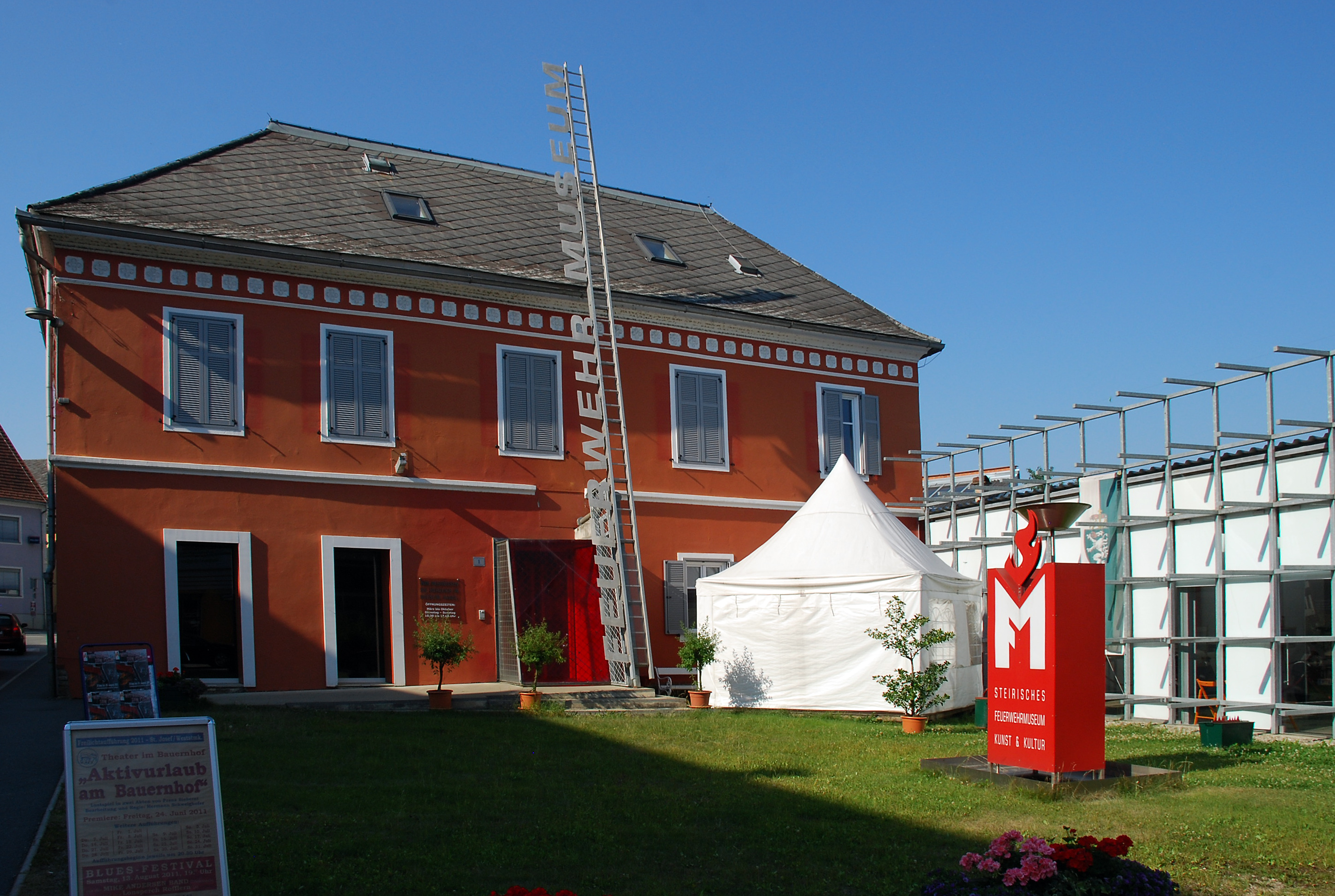
A tűzoltómúzeum

Groß Sankt Florian a tartomány déli részén fekszik a Nyugat-Stájerország régió dombvidékén, a Laßnitz folyó mentén. Egyéb jelentős folyóvizei a Vocherabach és a Rassachbach. Az önkormányzat 16 falut, ill. egyéb települést egyesít, valamennyit saját katasztrális községében: Groß Sankt Florian (877 lakos), Grub bei Groß Sankt Florian (176), Grünau an der Laßnitz (200), Gussendorf (338), Hasreith (110), Kraubath in der Weststeiermark (213), Krottendorf an der Laßnitz (227), Lebing (216), Michlgleinz (271), Mönichgleinz (58), Nassau (163), Petzelsdorf in der Weststeiermark (366), Sulzhof (286), Tanzelsdorf (234), Unterbergla (278), Vochera an der Laßnitz (211).  
A környező települések: délre Sankt Martin im Sulmtal, nyugatra Frauental an der Laßnitz, északnyugatra Deutschlandsberg, északra Stainz, keletre Wettmannstätten.  

## Története
A Laßnitz völgye régészeti leletek tanúsága szerint legalább a bronzkor óta lakott. A mai önkormányzat területén a római időkben út haladt keresztül, amelyen itt legalább három híd épült. 
Groß St. Florian első írásos említése 1056-ból származik még Gumbrahtdesteiden (Gumprechtstätten) néven: ekkor III. Henrik császár adományozta a birtokot három jobbágytelekkel együtt Balduin salzburgi érseknek. Ekkor már állhatott a település temploma, amelyet először 1136-ban említenek először. 
A település neve a 12. században temploma védőszentjéről Sankt Florianra változott. 1380-ban már mint mezővárost ("forum sancti Floriani") említik. A település egészen 1786-ig a lavanti püspök birtokában volt. A Dornegg-kastélyt Christoph von Raknitz építtette valamikor 1529 előtt mint várkastélyt, majd a 18. században a Schönborn család szerezte meg és átalakították késő barokk stílusú lakóépületté. A várost 1887-ben átnevezték Groß Sankt Florianra.
1968-ban Grünau, Gussendorf és Petzelsdorf falvakat a városi önkormányzathoz csatolták; őket követte a következő évben Kraubath és Lebing. A 2015-ös stájerországi közigazgatási reform során Unterbergla is csatlakozott Groß St. Florianhoz.

## Lakosság
A Groß Sankt Florian-i önkormányzat területén 2017 januárjában 4197 fő élt, ami csökkenést jelent a 2001-es 4397 főhöz képest. Ekkor a helybeliek 96,8%-a volt osztrák állampolgár. 95% római katolikusnak, 2,8% pedig felekezeten kívülinek vallotta magát.

## Látnivalók

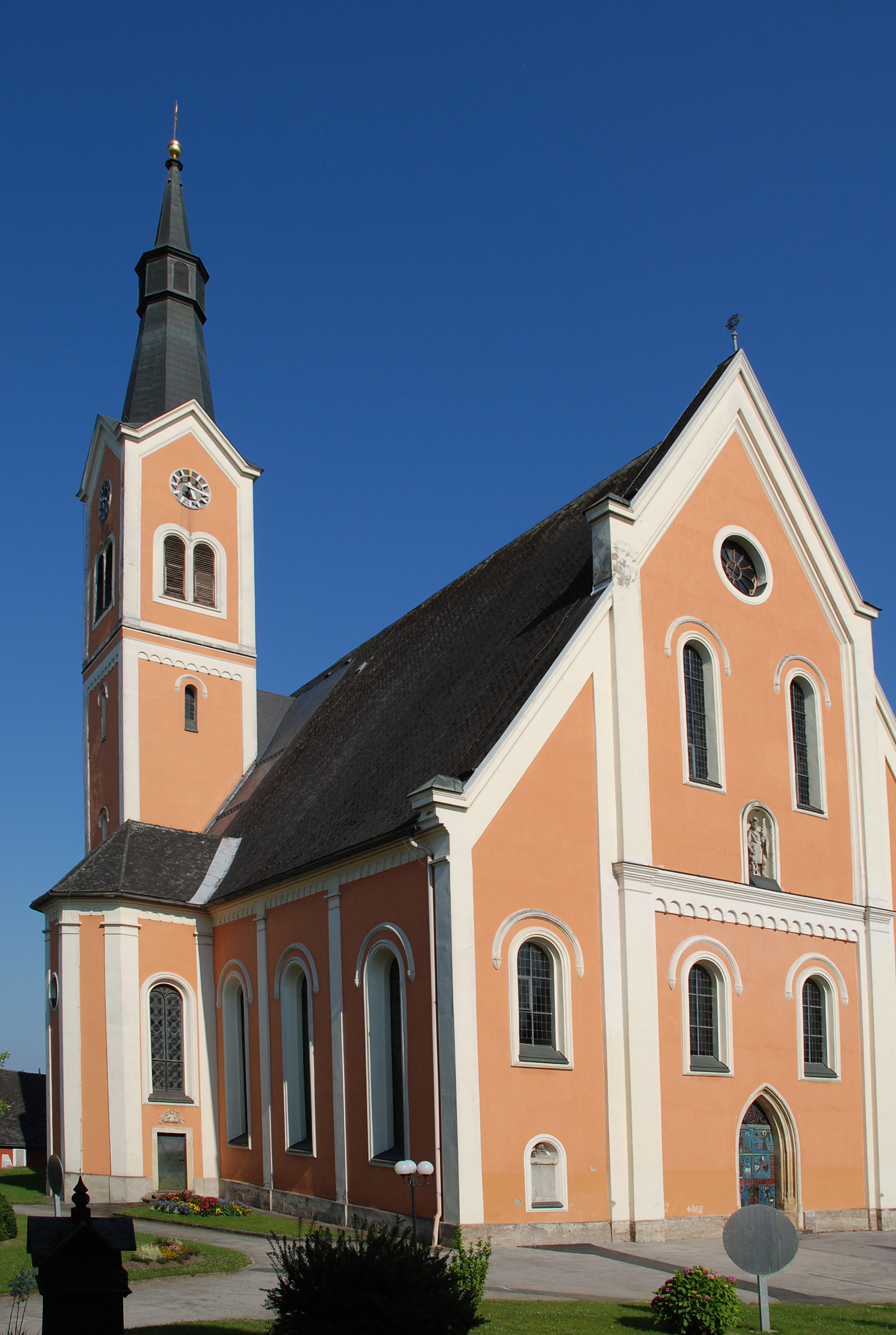
A Szt. Flórián-plébániatemplom

- a Szt. Flórián-plébániatamplom elődje a 11. században épült román stílusban. 1350-ben egy gótikus épület vette át a helyét, amelyet 1711-ben barokk stílusban átépítettek. Ma formáját 1869-1873 között nyerte el. Főoltára 1734-ből való.
- az 1737-ben emelt Mária-oszlop Nepomuki Szt. János, Xavéri Szt. Ferenc, Szt. Sebestyén, Szt. Rókus, Páduai Szt. Antal és Keresztelő Szt. János szobraival.
- a 18. századi Nepomuki Szt. János-oszlop.
- a Dornegg-kastély
- az 1995-ben megnyitott stájer tűzoltómúzeum. A múzeumban található egy régészeti kiállítás is bronzkori, illetve római kori leletekkel.

## Fordítás
- Ez a szócikk részben vagy egészben  a   Groß Sankt Florian című német Wikipédia-szócikk ezen változatának fordításán alapul.  Az eredeti cikk szerkesztőit annak laptörténete sorolja fel. Ez a jelzés csupán a megfogalmazás eredetét és a szerzői jogokat jelzi, nem szolgál a cikkben szereplő információk forrásmegjelöléseként.